# دي هافيلاند كندا دي إتش سي 3 أوتر
دي هافيلاند كندا دي إتش سي 3 أوتر (بالإنجليزية: de Havilland Canada DHC-3 Otter)، هي طائرة من محرك واحد ومرتفعة الجناحين.

## وصلات خارجية
- de Havilland Canada DHC-3 CC-123 Otter
- De Havilland Canada D.H.C.3 'Otter' نسخة محفوظة 20 يونيو 2006 على موقع واي باك مشين.
- US Navy Otter service in Antarctica